# بانک ملی العربی
بانک ملی العربی (انگلیسی: Arab National Bank) شرکت خدمات مالی و بانکداری عربستانی است، که در سال ۱۹۴۹ در شهر جده تأسیس شد و در حال حاضر به‌عنوان یکی از ۱۰ بانک بزرگ در خاورمیانه شناخته می‌شود. این بانک هم‌اکنون مالک شبکه‌ای از ۱۵۶ شعبه در عربستان است.
شعبه مرکزی بانک ملی العربی در شهر ریاض، عربستان سعودی قرار دارد و بخشی از سهام آن در بازار بورس تداول معامله می‌شود.